# مزاعم الحرب البيولوجية في الحرب الكورية
أثارت حكومة الصين الشعبية، والاتحاد السوفييتي وكوريا الشمالية مزاعم بأن الجيش الأمريكي استخدم الأسلحة البيولوجية في الحرب الكورية (يونيو 1950- يوليو 1953). أُثيرت المزاعم في البداية في عام 1951. غطت الصحف العالمية القصة وأدى ذلك إلى تحقيق دولي واسع الانتشار في عام 1952. ندد وزير الخارجية الأمريكي ومسؤولون أمريكيون وحكوميون حلفاء آخرون بالمزاعم ووصفوها بأنها خدعة. انقسم الباحثون اللاحقون حول حقيقة الادعاءات.

## خلفية
أدارت اليابان، حتى نهاية الحرب العالمية الثانية وحدة سرية للتطوير والبحث خاصة بالأعمال الحربية الكيميائية والبيولوجية تسمى الوحدة 731 في هاربين (الصين حاليًا). وُثقت نشاطات الوحدة، من ضمنها الاختبارات العلمية، من خلال محاكمات جرائم الحرب في خاباروفسك التي أجراها الاتحاد السوفييتي في ديسمبر 1949. من ناحية ثانية، في ذلك الوقت، وصفت الولايات المتحدة محاكمات خاباروفسك بأنها «حرب دعائية خبيثة ولا أساس لها من الصحة». كُشف لاحقًا أن الاتهامات التي وجهت ضد الجيش الياباني كانت صحيحة. في نهاية الحرب، كانت قد تولت الحكومة الأمريكية هذه الأبحاث وتسترت على البرنامج. أعفت الولايات المتحدة عن قادة الوحدة 731 من الدعاوي القضائية المتعلقة بجرائم الحرب ومن ثم وُضعوا على جدول رواتب الولايات المتحدة.
بتاريخ 30 يونيو، 1950، وبعد اندلاع الحرب الكورية بوقت قصير، تلقى وزير الدفاع الأمريكي جورج مارشال تقرير اللجنة المعنية بالحرب الكيميائية والبيولوجية والإشعاعية وتوصياتها، والتي دعت إلى التطوير العاجل لبرنامجٍ للأسلحة البيولوجية. تم توسيع منشأة أبحاث الأسلحة البيولوجية في فورت ديتريك، ماريلاند، وطورت واحدة جديدة في باين بلوف، آركانساس.

## المزاعم
خلال عام 1951، وعندما انقلبت الحرب على الولايات المتحدة، أطلق الصينيون والكوريون الشماليون مزاعم غامضة عن حرب بيولوجية، لكن هذه المزاعم لم تُلاحق. أنكر الضابط ماثيو ريدجواي، قائد قوات الأمم المتحدة في كوريا، الاتهامات الأولية في مايو 1951. واتهم الشيوعيين بنشر «أكاذيب متعمدة». بعد عدة أيام، كرر نائب الأدميرال تشارلز تيرنر جوي ذلك الإنكار.
بتاريخ 28 يناير 1952، تلقى المكتب الرئيسي لجيش المتطوعين الصينيين تقريرًا عن تفشي مرض الجدري في جنوب شرق إنتشون. منذ شهر فبراير حتى شهر مارس 1952، أبلغت عدة تقرير عن تفشي الأمراض في منطقة كراون، وبيونغيانغ، وكيموا وحتى في منشوريا. سرعان ما أصبح الصينيون قلقين عندما أصيب 13 جندي صيني و16 جندي ياباني بالكوليرا والطاعون، في حين كانت نتيجة الاختبار لـ44 شخص توفوا مؤخرًا إيجابية عن مرض التهاب السحايا. رغم أن الصينيين والكوريين لم يعرفوا بالضبط كيف أصيب الجنود بالأمراض، سرعان ما توجهت الشكوك نحو الأمريكيين.
بتاريخ 22 فبراير 1952، قدم وزير خارجية كوريا الشمالية، باك هون يون، ادعاءات رسمية بأن الطائرات الأمريكية كانت تسقط حشرات مصابة على كوريا الشمالية. أضاف بأن الأمريكيين كانوا «يتعاونون علانية مع مجرمي الحرب البكتيريولوجيين اليابانيين، أبناء آوى السابقين للعساكر اليابانيين الذين وُثقت جرائمهم بأدلة دامغة. كان من بين مجرمي الحرب اليابانيين المُرسلين إلى كوريا شيرو إيشي، وجيرو واكاماتسو وماساجو كيتانو». أنكرت الحكومة الأمريكية اتهامات يون على الفور. كانت الاتهامات مدعومة بروايات شهود عيان من قبل المراسل الأسترالي ويلفريد بورشيت وآخرين غيره.
في يونيو 1952، اقترحت الولايات المتحدة على مجلس الأمن التابع للأمم المتحدة أن يطلب من الصليب الأحمر الدولي التحقيق في هذه الادعاءات. رفض الاتحاد السوفييتي القرار الأمريكي بسبب التأثير الكبير للولايات المتحدة داخل الصليب الأحمر، واستمر، إلى جانب حلفائه، بالإصرار على حقيقة اتهامات الحرب البيولوجية.
في فبراير 1953، استدعت الصين وكوريا الشمالية طيارين معتقلين من مشاة البحرية الأمريكية لدعم المزاعم. نُقل عن الكولونيل فرانك شوابل تصريحه بأنه: «كان الهدف في ذلك الوقت هو وضع عناصر مختلفة من الأعمال الحربية البكتيريولوجية (الجرثومية) ضمن ظروف ميدانية وربما توسيع الاختبارات الميدانية في وقت لاحق لتصبح عنصرًا من عناصر العمليات القتالية المنتظمة». وضح شوابل في تصريحه إن طائرات بي-29 كان تحلق بمهمات حربية بيولوجية إلى كوريا من مطارات أوكيناوا المحتلة من قبل أميركا ابتداءً من شهر نوفمبر 1951. تم الحصول على تصريح شوابل بعد أشهر من التعذيب والتعنيف على يد خاطفيه، وذلك وفقًا للجيش الأمريكي. أدلى أمريكيون معتقلون آخرون مثل الكولونيل ووكر«بود» ماهورين بتصريحات مماثلة.
بعد إطلاق صراحهم، تبرأ السجناء من اعترافاتهم التي أدلوا بها تحت التعذيب. من ناحية ثانية، حدثت عمليات التراجع عن الاعترافات أمام الكاميرات العسكرية بعد أن هددت حكومة الولايات المتحدة بتوجيه اتهامات بالخيانة لسجناء الحرب بسبب تعاونهم مع خاطفيهم.[بحاجة لمصدر]

### اللجنة العلمية الدولية
عندما استبعد الصليب الأحمر الدولي ومنظمة الصحة العالمية الحرب البيولوجية، نددت الحكومة الصينية بانحيازهم لتأثير الولايات المتحدة، ورتبت تحقيقًا يقوم به مجلس السلام العالمي التابع للاتحاد السوفييتي. أنشأ مجلس السلام العالمي «اللجنة العلمية الدولية للحقائق المتعلقة بالحرب البكتيرية في الصين وكوريا (آي إس سي)». ضمت هذه اللجنة علماء وأطباء بارزين من فرنسا، وإيطاليا، والسويد، والبرازيل والاتحاد السوفييتي ومن ضمنهم عالم الكيمياء الحيوية البريطاني الشهير وعالم الجينات جوزيف نيدهام. تضمنت نتائج البحث التي توصلت إليها اللجنة عشرات شهود العيان، والشهادات من الأطباء، وعينات طبية من المتوفين وأغلفة قنابل، إضافة إلى أربعة سجناء حرب كوريين أمريكيين أكدوا استخدام الولايات المتحدة للحرب البيولوجية. بتاريخ 20 سبتمبر 1952، تم التوقيع على التقرير النهائي، الذي ينص على أن الولايات المتحدة كانت تختبر أسلحة بيولوجية في كوريا.
نشر جيفري كاي من منصة INSURGE intelligence  الصحفية التقرير الكامل للجنة، بما في ذلك الملحقات، للمرة الأولى على الإنترنت في ملف بصيغة بي دي إف قابل للتحميل في فبراير عام 2018.
طرح التقرير وجود رابط مع وحدة الحرب الجرثومية اليابانية رقم731 في الحرب العالمية الثانية. ذُكرت أسماء أعضاء سابقين من الوحدة 731 هم شيرو إيشي، وماساجي كيتانو، وريوويتشي نايتو وغيرهم من خبراء الحرب البيولوجية اليابانيين في الادعاءات. ربطت وكالة أخبار شيوعية بين أعضاء الوحدة 731 في البداية مع سفينة شحن يُزعم أنها نقلتهم مع جميع المعدات اللازمة لشن حملة بيولوجية على كوريا في عام 1951. ركزت اللجنة على الادعاءات بأن إيشي زار كوريا الجنوبية مرتين أحدهما في بداية عام 1952، والأخرى في مارس عام 1953. كان الإجماع الرسمي في الصين على أن الأسلحة البيولوجية التي صُنعت بتعاون أمريكي-ياباني استُخدمت في الأحداث الكورية. بالإشارة إلى الادعاءات أن إيشي زار كوريا الجنوبية، وضح التقرير أنه: «لم تغب الأسئلة المتعلقة بكون سلطات الاحتلال في اليابان شجعت نشاطاته، وما إذا كانت القيادة الأمريكية في الشرق الأقصى متورطة باستخدام الطرق اليابانية بشكل أساسي، عن أذهان أعضاء اللجنة».
نشرت المؤسسة الدولية للمحامين الديمقراطيين (آي إيه دي إل) في «تقريرها عن جرائم الحرب الأمريكية» لعام 1952 هذه الادعاءات مثلما فعل الصحفي الأمريكي جون دبليو. بويل.